# Apokalipsa Sofoniasza
Apokalipsa Sofoniasza – apokryf starotestamentowy. Zachował się we fragmentach.

## Charakterystyka
Apokryf powstał prawdopodobnie w języku greckim w I wieku. Na pewno powstanie Apokalipsy Sofoniasza należy przesunąć przed 175 rok. Zachowała się wyłącznie jako cytat u Klemensa Aleksandryjskiego (Stromata) po grecku oraz we fragmentach w języku koptyjskim. Nicefor I podawał, że tekst liczył sześćset linijek. Autorem był Żyd mieszkający w Egipcie, nienależący do ugrupowań esseńczyków i saduceuszów.

## Treść
Apokryf zawierał prawdopodobnie opis podróży Sofoniasza po siedmiu niebiosach. W zachowanych fragmentach Sofoniasz ujrzał na górze Seir trzech synów kapłana Joatama, którzy nie przestrzegali Prawa. Prorok miał również wizję dobrych aniołów, zapisujących w księdze życia czyny sprawiedliwych, oraz aniołów złych, którzy zapisywali czyny grzesznych. Zobaczył również aniołów wymierzających niegodziwym kary. Aniołowie składają dusze grzeszników w jednym miejscu, unoszą się z nimi przez trzy dni, po czym strącają do Szeolu. Po tej wizji Sofoniasz ubrał anielską szatę i dołączył do zastępów sławiących Boga. Apokalipsę kończy opis wizji czterech trąb.
Główną ideą tekstu jest podkreślenie, iż sąd Boży dotyczy wszystkich ludzi. Człowiek w zależności od swojego ziemskiego postępowania otrzymuje bądź wieczną nagrodę w niebie, bądź wieczną karę w Szeolu. W apokalipsie wyrażona jest także idea wstawiennictwa świętych.